# 聖彼德羅薩卡帕
聖彼德羅薩卡帕（西班牙語：San Pedro Zacapa），是洪都拉斯的城鎮，位於該國西北部，由聖巴巴拉省負責管轄，始建於1801年，面積227.80平方公里，海拔高度385米，2001年人口8,373，人口密度每平方公里36.76人。
14°45′N 88°07′W / 14.750°N 88.117°W